# Orkanen Florence (1994)
Orkanen Florence var den tredje orkanen och sjätte namngivna stormen i den Atlantiska orkansäsongen 1994. Florence bildades den 2 november och nådde som kategori 2-styrka med vindhastigheter på 175 km/h. Florence var säsongens kraftigaste orkan.
Eftersom Florence hela tiden var över öppet vatten finns inga rapporter om skador eller döda.

## Stormhistoria

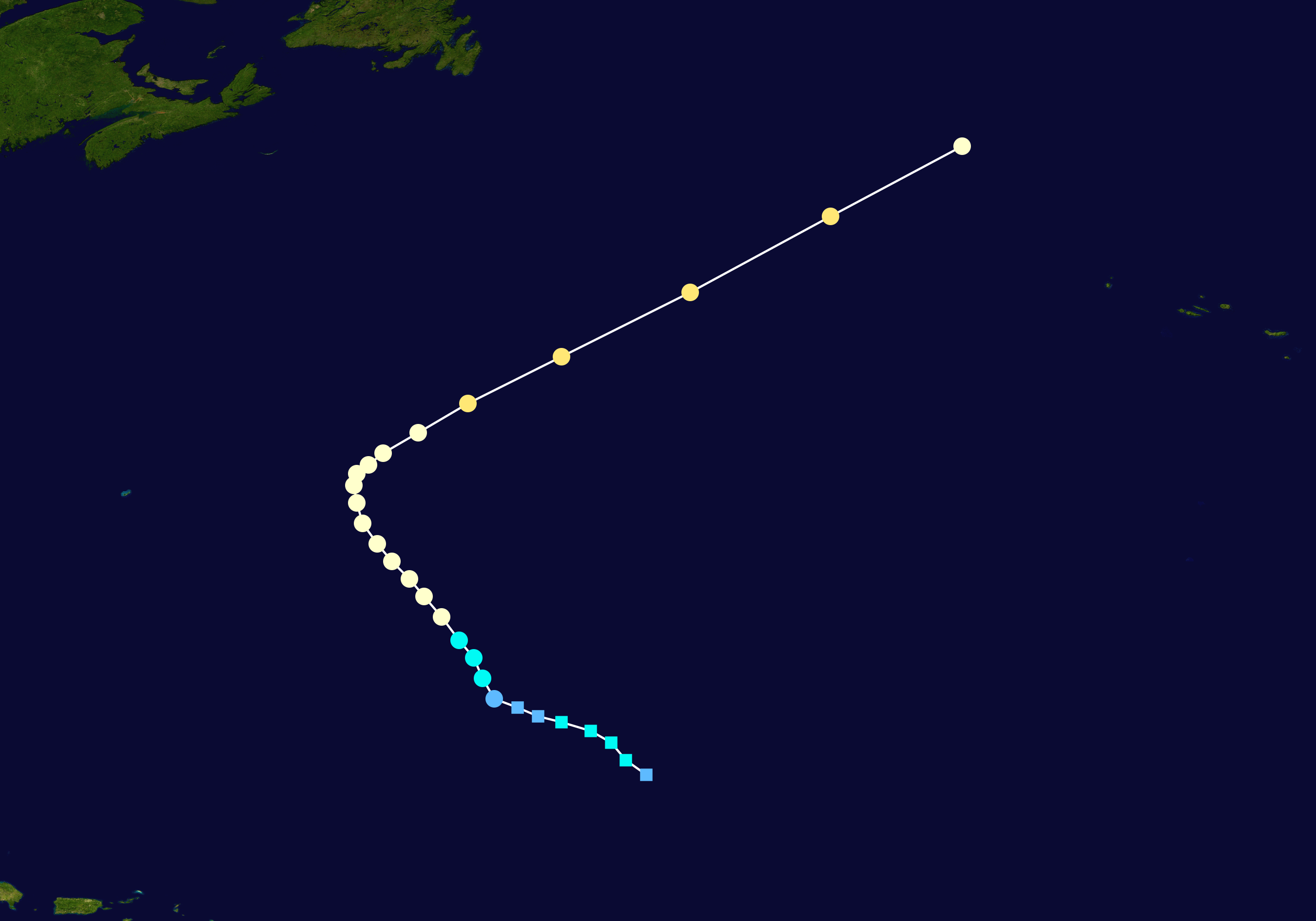
Florence bana

Florence bildades ur en subtropisk depression i de centrala delarna av Atlanten den 2 november. Depressionen blev en tropisk storm den 4 november då den rörde åt nordväst. Florence nådde orkanstyrka, och svängde sedan kraftigt åt nordöst och började att accelerera den 6 november. Florence absorberades av en kallfront den 8 november.